# RG Studio

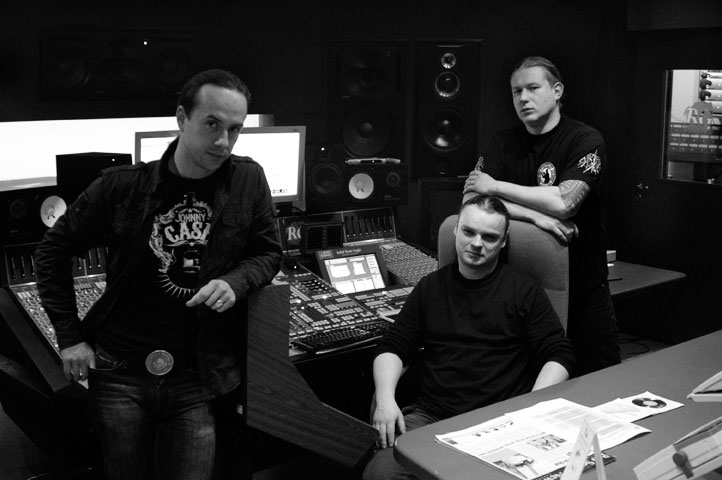
Od Lewej: Adam Darski, Arkadiusz Malczewski oraz Zbigniew Promiński podczas sesji nagraniowej albumu The Apostasy (2007) grupy Behemoth w RG Studio

RG Studio – polskie studio realizacji dźwiękowej i nagraniowej, zlokalizowane w Gdańsku przy al. Grunwaldzkiej 18. Budowę obiektu rozpoczęto w 1997 roku w ramach projektu nowej siedziby Polskiego Radia Gdańsk. RG Studio obejmuje Studio Koncertowe S-3 im. Janusza Hajduna o powierzchni 118 m²/10m2, Studio Kameralne S-4 o powierzchni 60 m² oraz M-1 Studio Masteringowe o powierzchni 20 m². Ekipę realizatorską tworzą: Jacek Puchalski, Stefan Kotiuk, Maciej Bogusławski, zaś ekipę techniczną: Piotr Jagielski – dyrektor techniczny oraz inżynier Marcin Malinowski.
Produkcje muzyczne w studio zrealizowali m.in. tacy twórcy i grupy muzyczne jak: Behemoth, Fading Colours, Ptaky, Kumka Olik, Ewelina Flinta, Tomasz Makowiecki, Blenders, Muniek Staszczyk, Vader, Halina Frąckowiak, Krzysztof Krawczyk, Ania Dąbrowska, Patrycja Markowska, Hanna Banaszak, Rafał Blechacz, Anita Lipnicka, Małgorzata Ostrowska, Adam Sztaba, Krzysztof Napiórkowski, Nocna Zmiana Bluesa, Leszcze oraz Leszek Możdżer.